# Seznam značek automobilů
Toto je seznam značek automobilů, který byly nebo jsou vyráběny. V seznamu jsou i automobily, které byly vyrobené v jednom exempláři. 

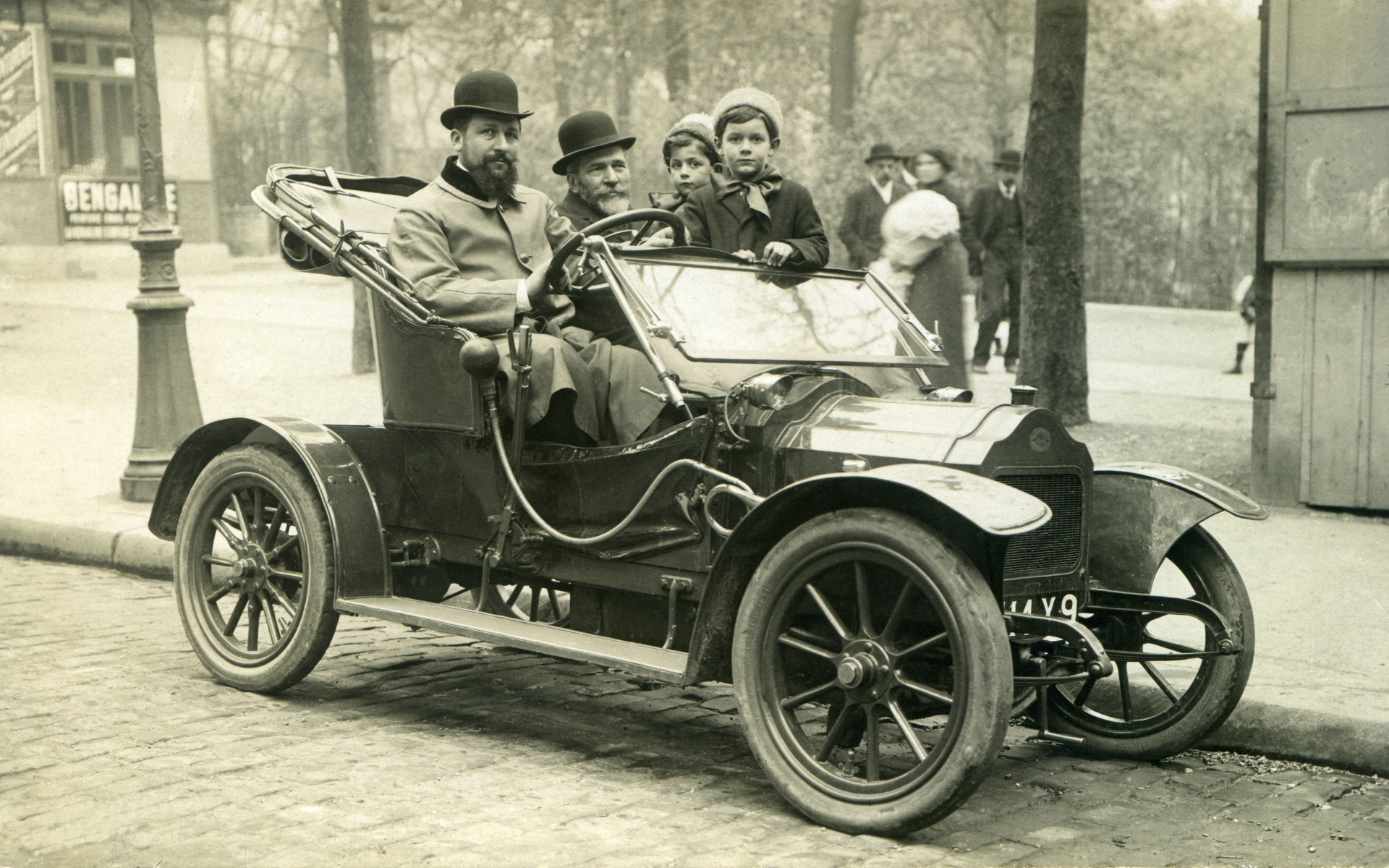
Automobil v roce 1910, Paříž

## A
- Abadal
- Abarth
- Abbott
- ABC
- Abt Sportsline
- AC
- AC Schnitzer
- Acura
- Achilles
- ADA
- Adler
- Aero
- Aerotec
- AGA
- Agro – monopost formule Easter, který v roce 1986, postavil závodník Zdeněk Štroucha a konstruktér AZNP Leoš Hnatevič pod patronátem n.p. Agrostroj Nový Jičín. Vozidlo mělo motor VAZ 21011, rozvor 2505 mm, hmotnost 420 kg.[1]
- Aixam
- AJS
- Alart
- Alba
- Albar
- Albion
- Alca
- Alesia
- Alfa Romeo
- Allard
- Alldays & Onions
- Allstate
- Alpina
- Alpine
- Alta
- Alvis
- AMC
- American Austin
- American LaFrance
- American Motors
- AMG
- Amilcar
- Amphicar
- AMV
- AMZ-Kutno
- Anadol
- AngelCar
- Ansaldo
- Apal
- Apple
- Apollo
- Aquila Italiana
- Arab
- Arden
- Argyll
- Ariel
- Armstrong Siddeley
- Arnolt
- ARO
- Arola
- Arzens
- ASA
- ASC
- Ascari
- Ascort
- Asquith
- Asia Motors
- Aster
- ASL
- ASM
- Aston Martin
- Atalanta
- Auburn
- Audi
- Austin
- Austin-Healey
- Austro-Cyclecar
- Austro-Daimler
- Austro-Grade
- Austro-Fiat
- Austro-Rumpler
- Austro-Tatra
- Austin Morris
- Austin Rover
- Autobacs
- Autobianchi
- Autobleu
- Autocars
- Autosan
- Auto Union
- Auverland
- Avanti
- Avia
- Avions-Voisin
- Avtotor
- AWE
- AWS
- AWZ

## B
- Bajaj-Tempo
- Baker (automobil)
- Ballot
- Banham
- Bantam
- Barkas
- Barré
- Baudier
- Baur
- BAW
- Bayliss-Thomas
- BAZ
- Bean
- Beck
- Bedelia
- Beijing Jeep
- Belga Rise
- Bellier
- Bentley
- Benz
- Berkeley
- Berliet
- Bertone
- Bianchi
- Bieber
- Bignan
- Binz
- Birkin
- Bitter Automobile
- Bizzarrini
- Blackjack
- BMW
- BNC
- Bollée
- Bond
- Borgward
- Brabus
- Brasier
- Brennabor
- Brevetti Fiat
- Bricklin
- Bristol Cars
- Brixner
- BRM – (Bavorák Rott Motor) byl monopost (někdy označován MCR 2000) postavený v roce 1955 majorem ČSLA Karlem Cejnarem, který jej řídil a mechanikem Rottem. Vznikl v Posádkovém domě armády v Brně s motor BMW 328 o objemu 1971 cm3 s výkonem 103 kW / 140 k, rám z chrommolybdenových trubek, kola s 15 palcovými pneumatikami, odpružení listovými pružinami, náprava a řízení z Fiatu 1100. Monopost sklízel úspěchy na okruzích v Karlových Varech, Litomyšli, Lounech a v Ostravě.[2]
- Brooke
- Brush
- Brütsch
- BSA
- Buckle
- Buckler
- Bufori
- Bugatti
- Buick
- Burney
- BYD Auto

## C
- Cadillac
- Caterham
- C. Benz Söhne
- Calcott
- Callaway
- Carbodies
- Cardi
- Cargofun
- Carlsson
- Caruna
- Casalini
- Castagna
- Caterham
- Ceirano
- Celeritas
- Cemsa
- CG
- Cisitalia
- Citroën
- Cizeta
- Clan
- Clement
- Clement-Bayard
- Cluley
- Columbia
- Comarth
- Commer
- Cooper
- Corbin
- Cord
- Corvette
- Corre-La Licorne
- Coste
- Cottin&Desgouttes
- Cournil
- Covini
- Crayford
- Crosley
- Crossley
- Cross Lander
- Csonka
- Cugnot
- Cunningham
- CWS

## D
- Dacia
- Daewoo
- DAF
- Dagmar
- Daihatsu
- Daimler-Benz
- Daimler Motor Company
- Dare
- Darl Mat
- Darracq
- Datsun
- Dauer
- Davis
- Davrian
- DAX – DJ
- DB
- Debora
- Decauville
- De Dion-Bouton
- Deep Sanderson
- De Joux
- De La Chapelle
- Delage
- Delahaye
- Delaunay-Belleville
- De Lorean
- De Mesmay
- Denzel
- De Soto
- De Tomaso
- Devin
- DFP
- Diana
- Diatto
- DIOSS
- Dixi
- DKW
- DKW-Vemag
- Dodge
- Don Foster
- Dongfeng
- Donkervoort
- Donnet-Zedel
- Dora
- Doretti
- Dort
- Dual-Ghia
- Duesenberg
- Dufaux
- Durant
- Dürkopp
- Dutton

## E
- Eagle
- Echidna
- Ecorra
- EDAG
- Edonis
- Edsel
- Egg & Egli
- Elia
- Elisar
- Elite
- Elva
- EMF
- Emme
- EMW
- Enfield-Allday
- ENKA
- Enzmann
- ERA
- Essex
- Eureka
- Evante
- Everett-Morrison
- Excalibur
- Excelsior
- Eysink

## F
- Facel Vega
- Fafnir
- Fairthorpe
- Farbio
- Farboud
- Farman
- Farus
- Fast
- Faun
- FAW
- Felber
- Fend
- Fenomenon
- Ferrari
- FIAT
- Fisker
- Fioravanti
- FN
- FNM
- Fondu
- Ford
- Fouillaron
- Framo
- Franklin
- Frazer
- Frazer-Nash
- Freze
- Friedmann
- Frisky
- FSC
- FSM
- FSO
- FSR
- Fuldamobil
- Fun Tech
- Fuore

## G
- Gardner-Serpollet
- Gatso
- Gatter
- Gaylord
- GAZ
- Gazela
- Gbelec
- Gebhardt
- Geely
- Geiger
- GEM
- Gemballa
- Genaddi
- Geo
- Georges Irat
- Georges Richard
- Ghia
- Giannini
- Gibbs
- Gilbern
- Gillet
- Ginetta
- GIOM
- Gladiator
- Glas
- Glasspar
- Goliath
- Goodal
- Gordini
- Gordon
- Gordon Keeble
- GMC
- Grade
- Gräf & Stift
- Great Wall
- Gregoire
- Grinnall
- GSM
- GTM
- Gumpert
- Gurgel
- Gurney
- Gutbrod
- GWK

## H
- Hakar
- Hamann
- Hammel
- Hanomag
- Hansa
- Haima
- Hartge
- Hataz
- Havel
- Hawk
- HE
- Healey
- Heinkel
- Hermes-Simplex
- Heuliez
- Hillman
- Hindustán
- Hino
- Hispano-Suiza
- HMV
- Holden
- Hommel
- Honda
- Hongqi
- Horch
- Hotchkiss
- Howmet
- HRG
- Hudson
- Humber
- Hummer
- Hupmobile
- Hurtan
- Hvězda
- Hyundai

## Ch
- Chadwick
- Chamonix
- Champion
- Chang'an Motors
- Changhe
- Chaparral
- Chapron
- Chatenet
- Checker
- Cheetah
- Chenard & Walcker
- Chevrolet
- Chevron Cars
- Chery
- Chrysler

## I
- IAD návrhy a výroba prototypů, International Automotive Design, IAD UK Ltd, Velká Británie, 1976–1993[3]
- IFA
- Imperia
- Imperial
- IMV
- Infiniti
- Innocenti
- Innotech
- Intermeccanica
- International
- Invicta
- Iran Khodro
- Iveco Bus (dříve Irisbus)
- Irmscher
- Isdera
- ISO
- Isotta-Fraschini
- Isuzu
- Itala
- Italdesign Giugiaro návrhy karoserií, součást koncernu VW[4]
- Iveco
- Izera polské elektromobily[5]
- Iž

## J
- Jacquot
- Jade malosériová výroba závodních okruhových vozů, Jade Motorsport Engineering, Velká Británie.[6]
- Jaguar
- Jawa
- JDM
- Jeep
- Jelcz
- Jem
- Jenatzy
- Jensen Motors
- Jetcar
- Jiotto
- JK
- Jordan
- Jösse
- Jowett

## K
- K-1
- Kaipan
- Kaiser
- Kamaz
- KAN
- Kapena
- Karmann
- Karosa
- Kia
- Kieft
- Kish Khodro
- Kit-Car
- Kleemann
- Kleinschnittger
- Koenigsegg
- Kroboth
- Kurek

## L
- Lada
- Laforza
- Lagonda
- Lamborghini
- Lanchester
- Lancia
- Land Rover
- Laraki
- La Salle
- Laurin & Klement
- LDV
- Lea-Francis
- Leblanc
- Le Gui
- Lenham
- Lewis
- Lexus
- Leyland
- Le Zebre
- LIAZ
- Lightburn
- Ligier
- Lincoln
- Linser
- Lister
- Lizard
- Lloyd
- LMX
- Lohner
- Lola
- Lombardini
- Lorinser
- Lorraine-Dietrich
- Lotus
- LTI
- LuAZ
- Lucchini
- Lutzmann
- Lynx

## M
- MAF
- Magda
- Mahindra
- Maico
- Mallock
- MAN
- Maranello
- Marcos
- Marcus
- March
- Marlin
- Marmon
- Mars
- Marussia
- Martini
- Maruti
- Maserati
- Mastretta
- Mathis
- Matra
- Maurer Union
- Maxwell
- Maybach
- Mazda
- MCA
- McLaren
- Mean
- Mega
- Melkus
- Menier
- Mercedes-Benz
- Mercer
- Mercury
- Merlin
- Messerschmitt
- Metallurgique
- Metrocab
- Meyers Manx
- Meyra
- MG
- MiaMi – v roce 1965 postavil závodník Miloš Mičík z Nitry monopost pro formuli 3 s hliníkovou karoserií a motorem Wartburg.[7]
- Michelotti
- Mikrus
- Milotec
- Minerva
- Mini
- Mitsubishi
- Mitsuoka
- Miura
- Mohr
- Moke
- Moll
- Monet-Goyon
- Monica
- Monteverdi
- Moon
- Moravan
- Moretti
- Morgan
- Morris
- Mors
- Moskvič
- Mosler
- MP Lafer
- MTM
- MTX
- Muntz

## N
- Nagant
- Napier
- Nardi
- Nash
- Neckar
- Nereia
- Neoplan
- Netík[8]
- Nissan
- Noble
- Nova
- Novo
- NSU
- NSU-FIAT
- NW

## O
- Oakland
- Obvio
- Oettinger
- Ogle
- OKA
- Oldsmobile
- Oltcit
- OM
- Omega-Six
- Opel
- Opperman
- Osca
- Osella
- OSI
- Otosan
- Overland

## P
- Packard
- Pagani
- Panhard & Levassor
- Panoz
- Panther
- Paramount
- Paykan
- Peerless
- Pegaso
- Perl
- Perodua
- Peugeot
- PGO
- PGO Scooters
- Phänomen
- Philos
- Piaggio
- Piccolo
- Pic-Pic
- Pierce-Arrow
- Pierron
- Pilain
- Pilát
- Pininfarina
- Playboy
- Plymouth
- Polski Fiat
- Popp
- Pontiac
- Pony
- Porsche
- Praga
- PRC[9]
- Premier
- Presto
- Prince
- Princess
- Proteus
- Proton
- Protoscar
- Puch
- Puma
- Purvis
- PZInż

## Q
- Quaife
- Quantum
- Qvale

## R
- Racing Dynamics
- Radical
- RAF
- Range Rover
- Railton
- Rambler
- Rayton Fissore
- Reliant
- Renault
- Reo
- Rex-Simplex
- Reynard
- Rezvani[10]
- Rheda
- Rhode
- Richard-Brasier
- Rickenbacker
- Riley
- Rimac
- Rinspeed
- Roaring
- Robertone
- Robin Hood
- Rocar
- Rochdale
- Roewe
- Rochet-Schneider
- Rolland-Pilain
- Röhr
- Rolls-Royce
- Rom
- Roman
- Ronart
- Rosengart
- Rover
- Rovin
- Royale
- RSR
- Rudolph
- Rumpler
- RUF
- Rush
- Russo-Balt
- Ruston-Hornsby
- Ruxton
- Rycsa

## S
- Saab
- Sabra
- Sachsenring
- Saic-Chery
- SAIL
- SAIPA
- Saleen
- Salmson
- Samand
- Samsung
- San
- Santana
- Saturn
- Sauber
- SB
- Sbarro
- Scania
- Schnitzer
- Scion
- Scott
- Sears
- SEAT
- SeAZ
- Secma
- Senechal
- Sensor
- Serpollet
- Shelby
- Shelsley
- Shinjin
- SH motor
- Siata
- Sima-Violet
- Simca
- Singer
- Sipani
- Sizaire-Naudin
- Skopak
- Smart
- Sodomka
- Solaris
- Solbus
- Soncin
- Spartan
- Spectre
- Sportec
- Spyker
- Springuel
- SS
- SsangYong
- SSC
- Standard
- Stanguellini
- Star
- Start
- Startech
- Steinmetz
- Sterling
- Steyr
- Steyr-Puch
- Stoewer
- Storero
- Studebaker
- Stutz
- Subaru
- Suminoe
- Sunbeam
- Suzuki
- Swallow Doretti
- Szawe

## Š
- Šibrava
- Škoda

## T
- Talbot
- Tata
- Tatra
- TAZ
- TEDOM
- Techart
- Tempo
- Tesla
- Terraplane
- Terrier
- Think
- Thomas Flyer
- Thunderbird (automobilka)
- Thunderbolt
- Thurner
- Timmis
- Tofas
- Toniks
- Tornado
- Tornax
- Touring
- Toyota
- Trabant
- Trekka
- Treser
- Tricars
- Trident
- Triumph
- Trojan
- Troller
- Tucker
- Turchetti
- Turner
- TV
- TVR
- Trion

## U
- UAZ
- Ulf
- Ultima
- UMM
- Unic
- Unipower
- URI
- ÚVMV

## V
- Vaillante
- Vaja
- Vale
- Vanden Plas
- Vandenbrink
- Varley-Woods
- Vauxhall
- VAZ – Lada
- Vector
- Vegantune
- Velam
- Velorex
- Velox
- Vemac
- Venturi
- Veritas
- Vermorel
- Verold
- Vespa
- Victoria
- Vignale
- Violet-Bogey
- Viotti
- Vision
- Voisin
- Volkswagen
- Volugrafo
- Volvo
- VUES
- Vuillet

## W
- Waaijenberg
- Walter
- Wanderer
- Wartburg
- Warwick
- Westfield
- White
- Wiesmann
- Wikov
- Willam
- Willys
- Winton
- Wolseley
- Woodill

## X
- Xiali

## Y
- Yamaha
- Yes
- YLN
- Yugo

## Z
- Zagato
- Zakspeed
- Zastava
- ZAZ
- Zbrojovka Brno
- Zedel
- Zender
- Zenvo
- Zeta
- Zhonghua
- ZIL
- Zimmer
- ZIS
- ZSD
- Zündapp
- Züst
- ZTS